# Liesenberger Mühle
Liesenberger Mühle ist ein Ortsteil der Gemeinde Odenthal im Rheinisch-Bergischen Kreis. Er liegt im Scherfbachtal an einer nach Norden abgehenden Seitenstraße der Scherfbachtalstraße auf halbem Weg zwischen Höffe und Bechen.

## Geschichte
Die Liesenberger Mühle wurde 1857 als Knochenmühle gebaut. Hier wurden Tierknochen zu Knochenmehl gemahlen, das als organischer Dünger in der Landwirtschaft eingesetzt wurde. Später wurde sie auch als Getreidemühle genutzt.
1925 wurde durch den Gemeinderat Odenthal beschlossen, den „Weg Funkenhof – Liesenbergermühle“ auszubauen.  1926 wurde die Mühle stillgelegt. 1975 kam die Ortschaft aufgrund des Köln-Gesetzes zur Gemeinde Odenthal.
Die Gebäude und Wasseranlagen sind erhalten. Die Mühleneinrichtungen sind nicht mehr existent.
Der Ort ist ab der Preußischen Neuaufnahme von 1892 auf Messtischblättern regelmäßig als Liesenberger Mühle oder ohne Namen verzeichnet.
| Jahr | Einwohner | Wohn- gebäude | Kategorie | Politische / kirchliche Zugehörigkeit     |
| ---- | --------- | ------------- | --------- | ----------------------------------------- |
| 1871 | 5         | 1             |           | Bürgermeisterei Kürten, Kirchspiel Bechen |
| 1885 | 8         | 1             | Wohnplatz | Bürgermeisterei Kürten, Kirchspiel Bechen |
| 1895 | 4         | 1             | Wohnplatz | Bürgermeisterei Kürten, Kirchspiel Bechen |
| 1905 | 5         | 1             | Wohnplatz | Bürgermeisterei Kürten, Kirchspiel Bechen |

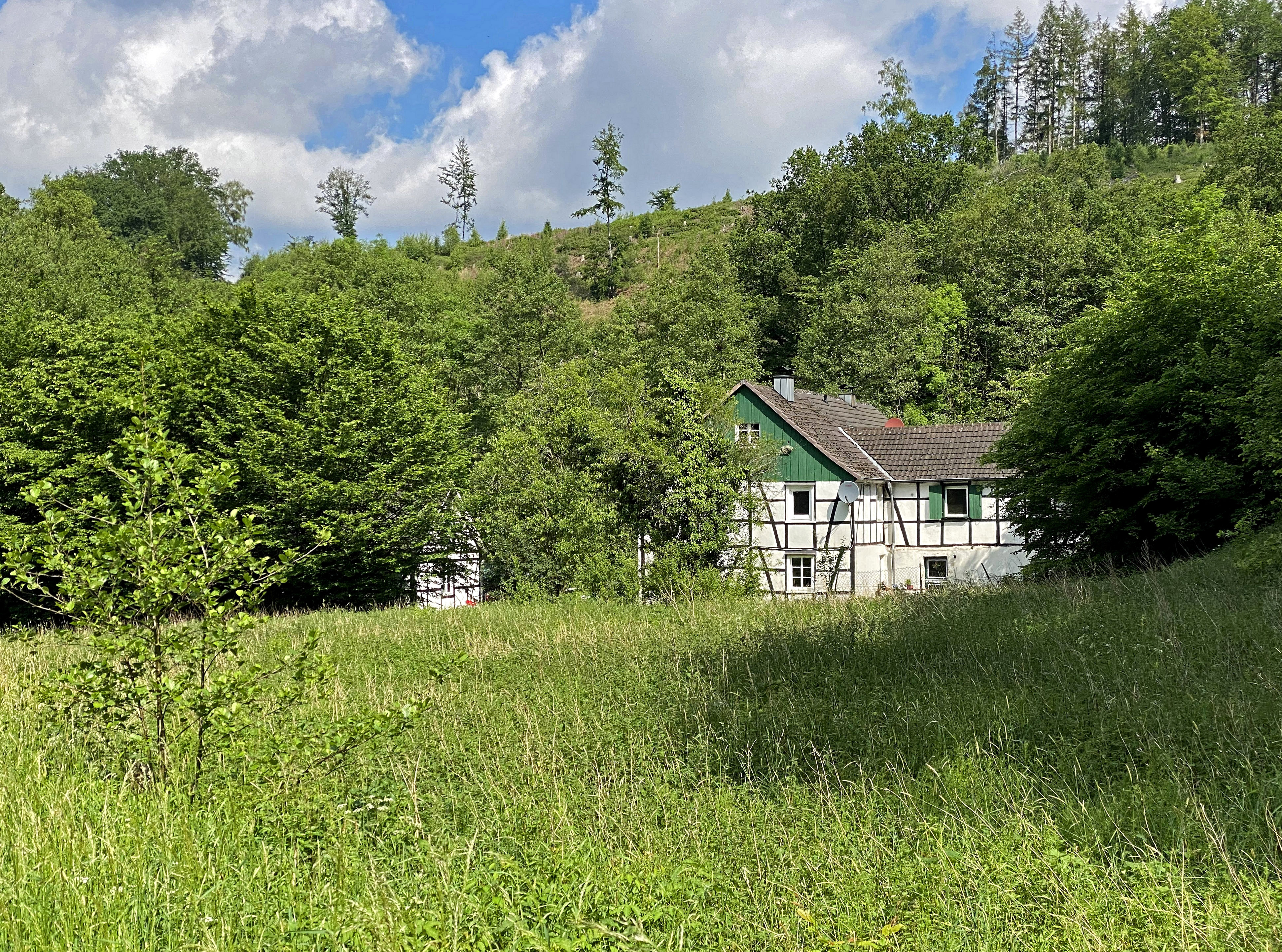
Blick auf die Liesenberger Mühle von der Scherfbachtalstraße
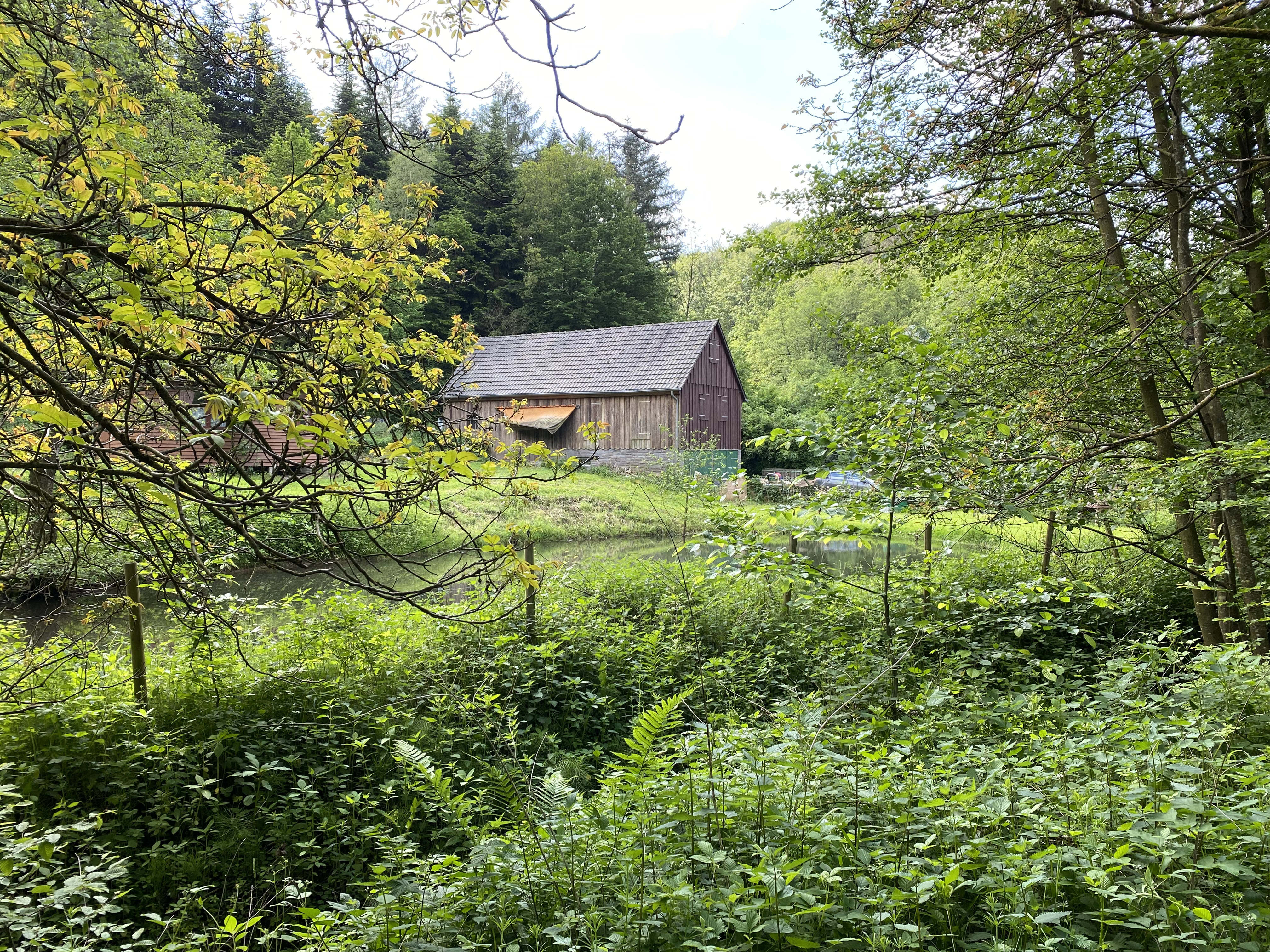
Kochsfelder Bach, Teich und Nebengebäude der Liesenbacher Mühle
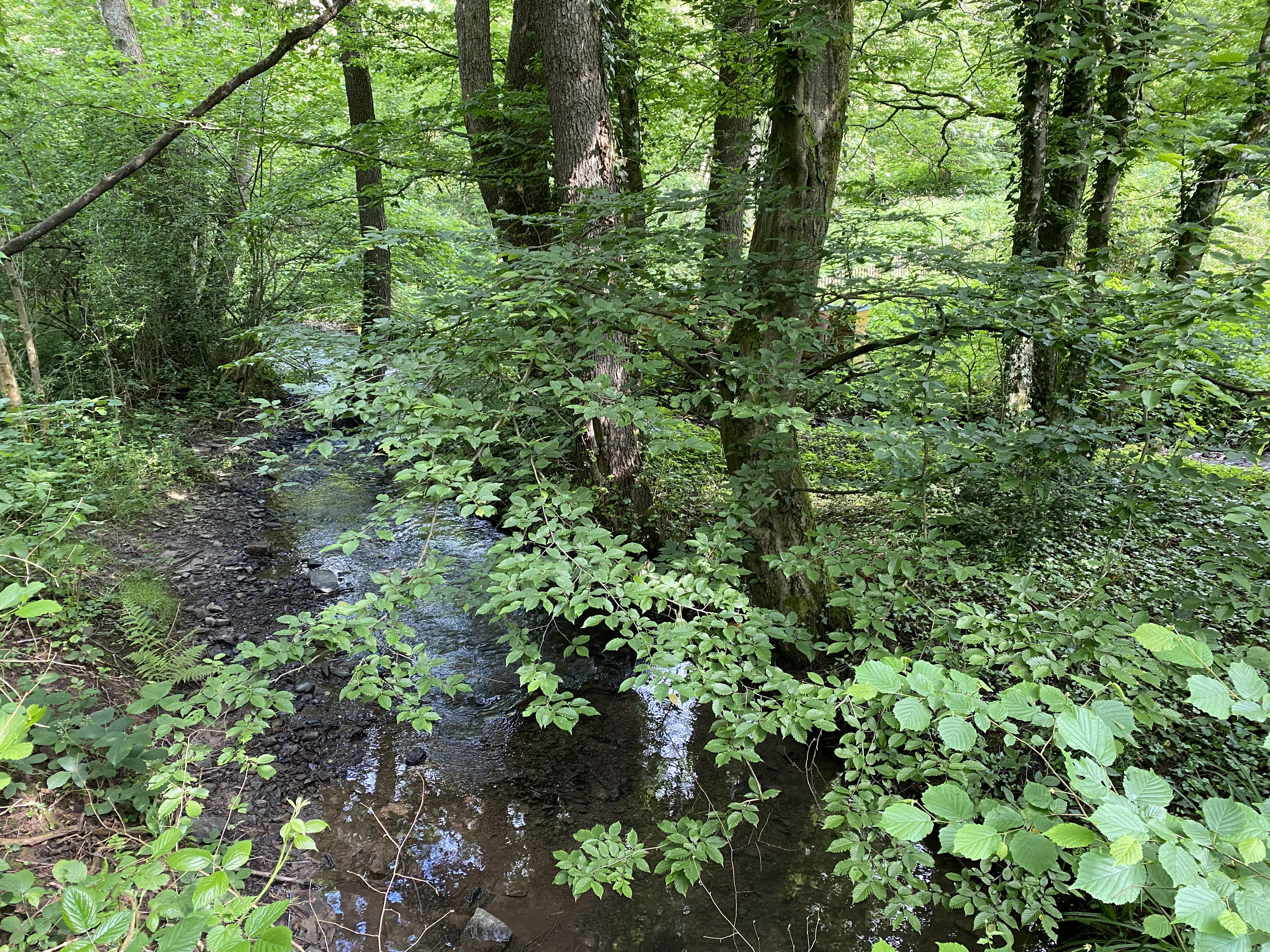
Einmündung Kochsfelder Bach in den Scherfbach